# Gartlage
Gartlage ist ein Stadtteil der niedersächsischen Stadt Osnabrück. Er liegt in direkter Nachbarschaft zur Osnabrücker Innenstadt.
Ende 2022 hatte die Gartlage 4020 Einwohner, die sich auf 144,33 Hektar Fläche verteilten. Gartlage ist damit der kleinste Stadtteil Osnabrücks, noch vor der Innenstadt (171 Hektar).

## Beschreibung
Trotz der Nähe zur Innenstadt ist der Stadtteil vor allem industriell geprägt. Die größte Fläche nimmt das Fabrikgelände der KME SE ein, außerdem haben die Stadtwerke Osnabrück in der Gartlage ihren Sitz. Im Süden und Osten wird der Stadtteil von den Bahnstrecken Wanne-Eickel–Hamburg und Löhne–Rheine begrenzt, an deren Kreuzungspunkt sich der Hauptbahnhof befindet, der auch von der Gartlage aus zugänglich ist.
Der Rest der Gartlage wird zum Wohnen genutzt. Es existieren die berufsbildende Backhausschule (eine im gleichen Gebäude ansässige Grundschule wurde 2009 geschlossen), ein öffentlicher Skatepark sowie eine Sportanlage am Klushügel mit einem Rasenplatz, Tennenplätzen und weiteren Einrichtungen, etwa für Leichtathletik.

## Geschichte

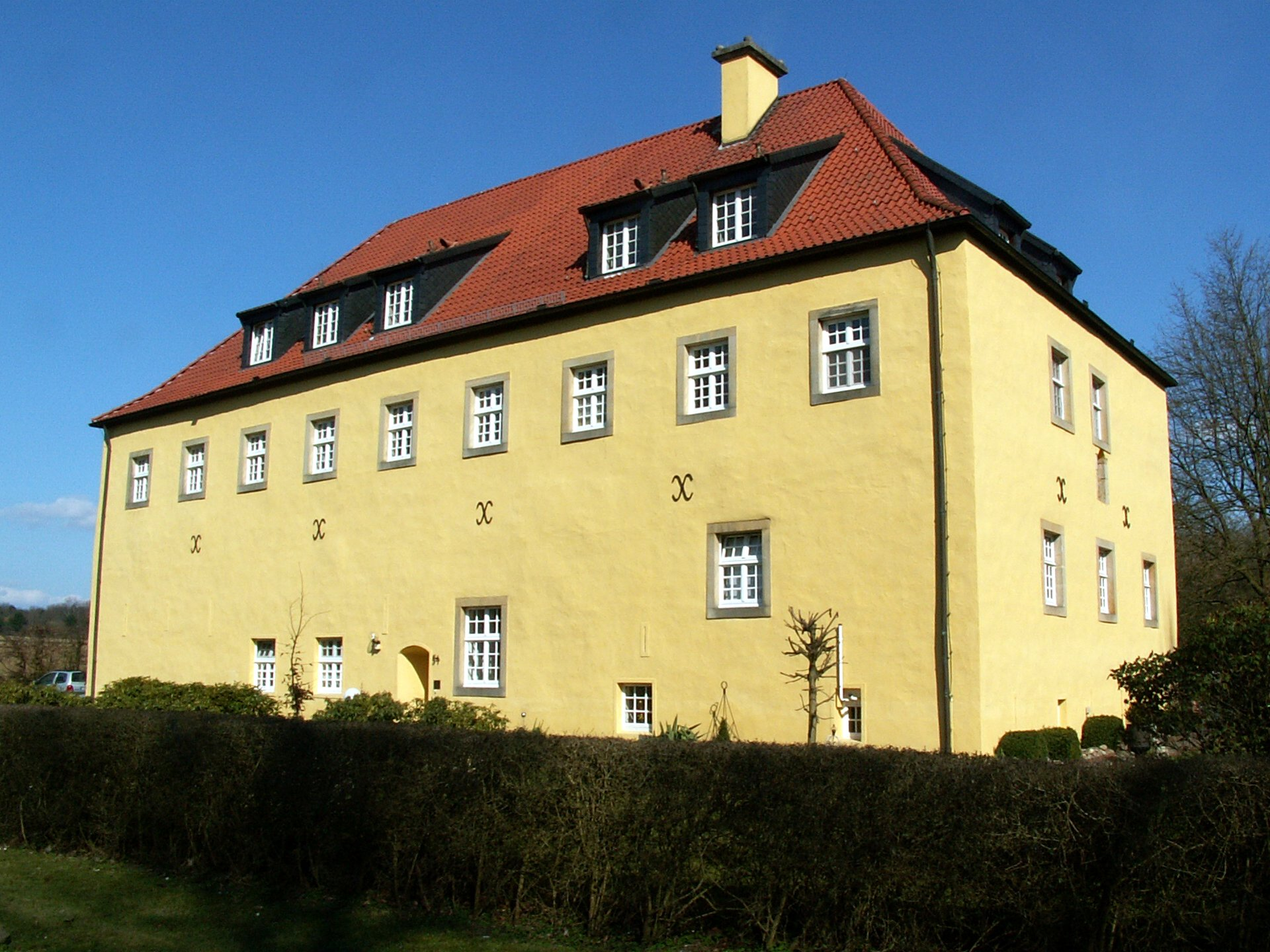
Gutshaus von Gut Gartlage, von dem der Stadtteil seinen Namen hat

Der Name des Stadtteils Gartlage ist auf das Gut Gartlage mit repräsentativem Herrenhaus aus dem 16. Jahrhundert zurückzuführen, welches heute jedoch im Stadtteil Dodesheide liegt.
Während ihres Aufstiegs und der Zeit ihrer Herrschaft nutzte die NSDAP den Klushügel in den 1930er Jahren für Aufmärsche. Im Zweiten Weltkrieg war das Osnabrücker Kupfer- und Drahtwerk (OKD, heute KME SE) Ziel der Luftangriffe auf Osnabrück. Zwischen dem ersten Angriff am 23. Juni 1940 und dem Kriegsende im Mai 1945 wurde das Werk zu 65 % zerstört.
Der südliche Bereich des Stadtteils war bis ca. 1958 an die Straßenbahnlinie 3 angebunden, die vom Schinkel über die Buersche Straße, Neumarkt zum Martiniplatz (H.-Lübke-Platz) fuhr. Geplant war bereits eine zusätzliche Straßenbahnlinie aus der Innenstadt über Alte Poststraße, Bohmter Straße Richtung Bremer Straße (Schinkel), die zwar nicht in Betrieb ging, für die aber bereits Gleise unterhalb der Eisenbahnbrücke an der Bremer Straße verlegt worden waren.

### Einwohnerentwicklung
Die Einwohnerentwicklung des Stadtteils Gartlage:
| Datum             | Einwohner |
| ----------------- | --------- |
| 31. Dezember 2004 | 3702      |
| 31. Dezember 2005 | 3656      |
| 31. Dezember 2006 | 3646      |
| 31. Dezember 2007 | 3620      |
| 31. Dezember 2008 | 3644      |

| Datum             | Einwohner |
| ----------------- | --------- |
| 31. Dezember 2009 | 3639      |
| 31. Dezember 2010 | 3641      |
| 31. Dezember 2011 | 3684      |
| 31. Dezember 2012 | 3644      |
| 31. Dezember 2013 | 3413      |

| Datum             | Einwohner |
| ----------------- | --------- |
| 31. Dezember 2014 | 3410      |
| 31. Dezember 2015 | 3645      |
| 31. Dezember 2016 | 3693      |
| 31. Dezember 2017 | 3729      |
| 31. Dezember 2018 | 3758      |

| Datum             | Einwohner |
| ----------------- | --------- |
| 31. Dezember 2019 | 3857      |

## Gebäude

### Halle Gartlage
Die Halle Gartlage ist eine Mehrzweckhalle im Stadtteil Gartlage. Sie wurde 1954 errichtet und sollte hauptsächlich für Viehauktionen genutzt werden.
1970 wurden in der Halle Teile des Films Das Millionenspiel von Tom Toelle gedreht.
Seit 2010 ist sie im Besitz der Osnabrücker Herdbuch Genossenschaft aus Melle, welche die Halle u. a. für ihre eigenen Veranstaltungen, wie die monatlich stattfindenden Zuchtviehauktionen und die internationalen Osnabrücker Schwarzbunt-Tage nutzt. Neben ihrer Hauptfunktion wird die Halle jedoch seit jeher für Veranstaltungen aller Art, wie Konzerte und diverse Messen und Märkte, genutzt. Um sie attraktiver zu gestalten, wurden in den Jahren nach der Übernahme Renovierungs- und Modernisierungsarbeiten durchgeführt.
Die Halle Gartlage ist in zwei Abschnitte unterteilt: zum einen die Veranstaltungs- bzw. Auktionshalle mit rund 1.200 m² Größe und zum anderen die Ausstellungshalle mit ca. 2.880 m² Größe. Darüber hinaus existiert ein Außengelände mit einer Fläche von über 44.000 m². Neben Zirkusveranstaltungen, Flohmärkten und weiteren Open-Air-Veranstaltungen finden dort zweimal im Jahr die Osnabrücker Jahrmärkte statt.

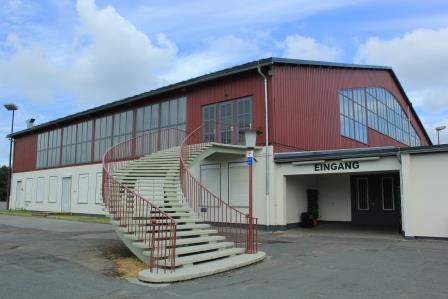
Die Halle Gartlage (2015)
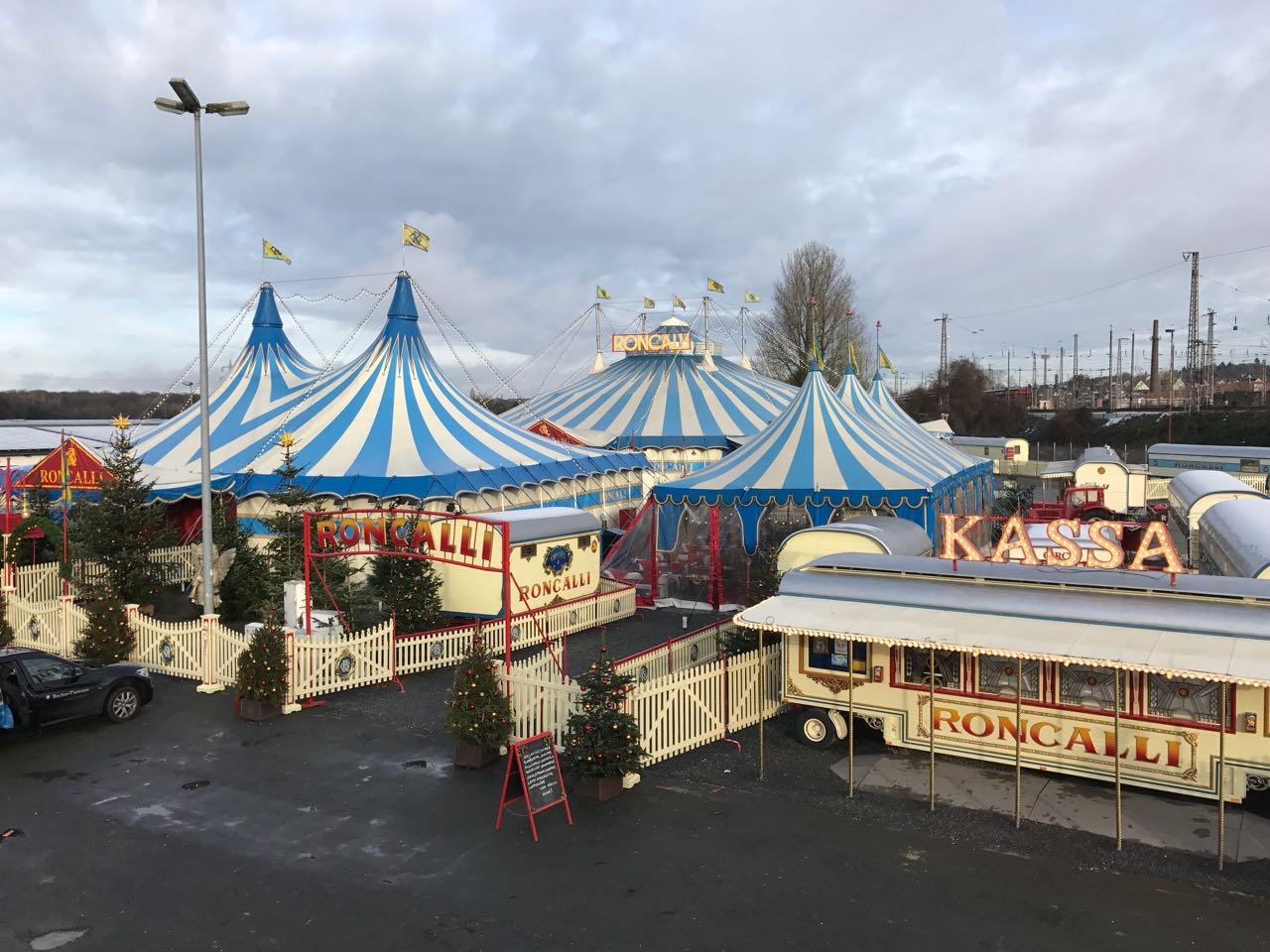
Zirkus bei der Halle Gartlage (2017)
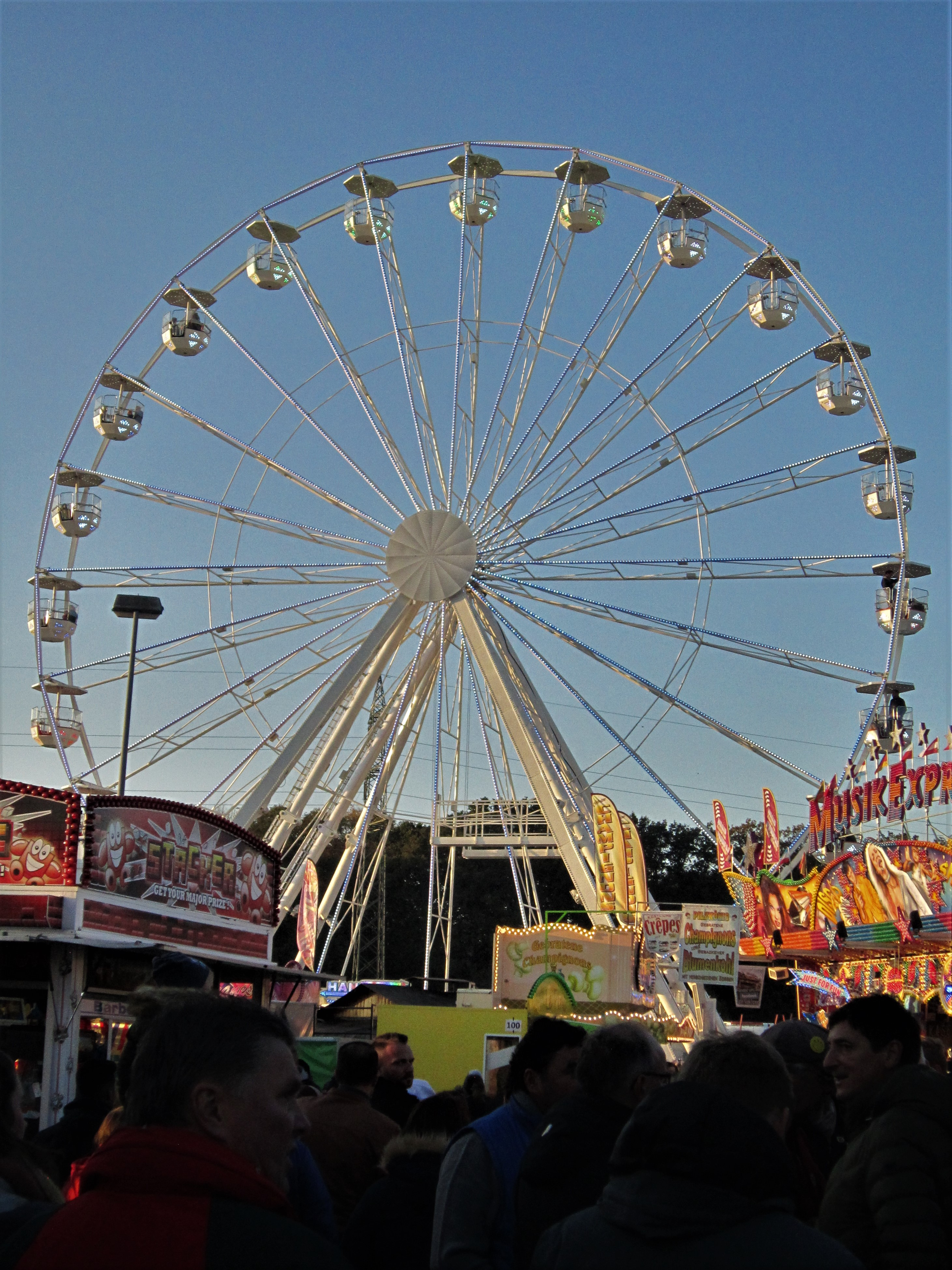
Herbstjahrmarkt bei der Halle Gartlage (2019)

An Heimspieltagen des VfL Osnabrück an der nahe gelegenen Bremer Brücke wird das Außengelände der Halle Gartlage oft als Parkplatz genutzt. Erreichbar ist das Gelände über die Schlachthofstraße. Früher verfügte die Halle Gartlage außerdem über einen eigenen Bahnsteig an der Bahnstrecke Wanne-Eickel–Hamburg, der für Sonderfahrten genutzt wurde.

### Hebammenlehranstalt

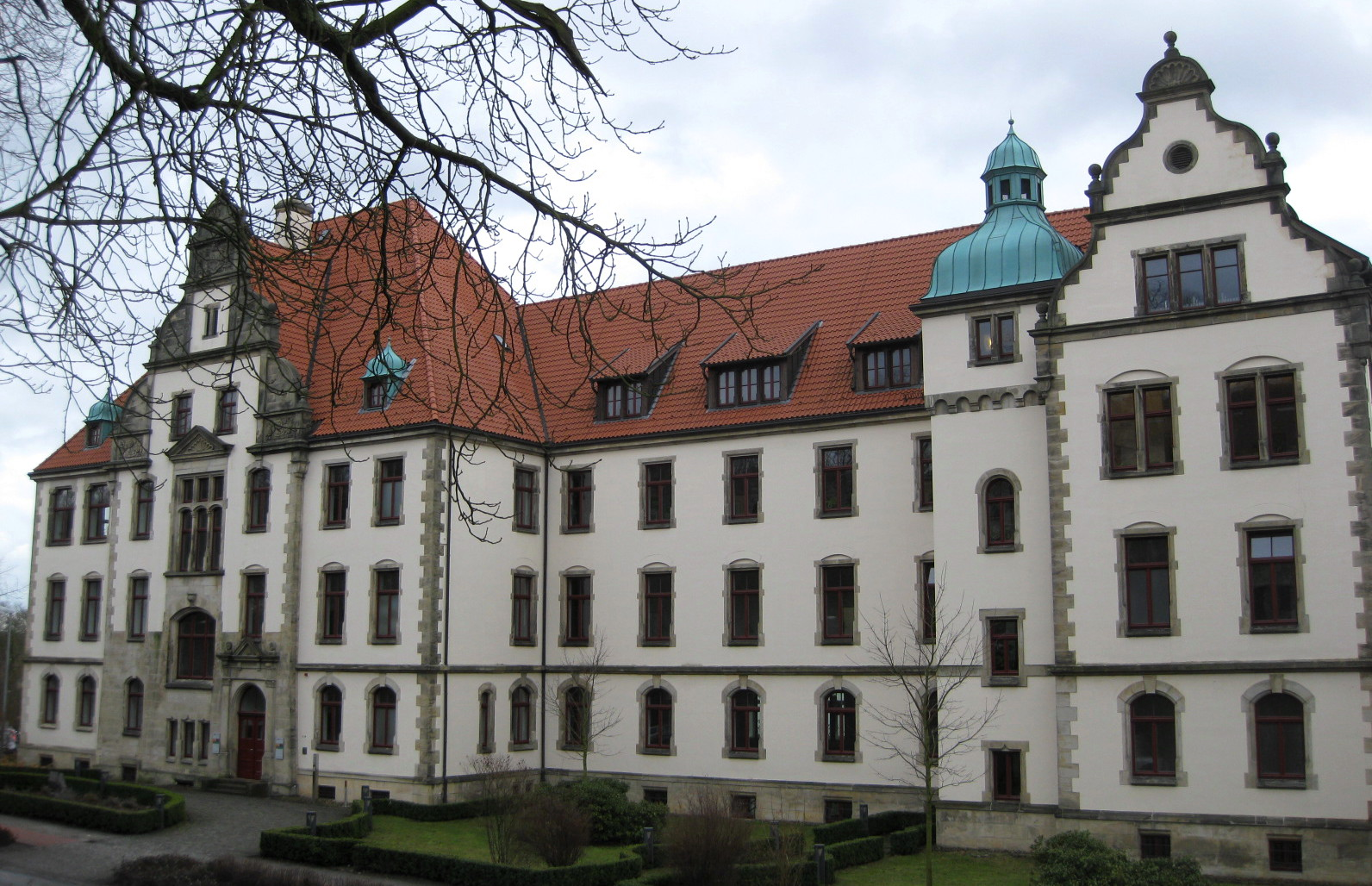
Die ehemalige Hebammenlehranstalt an der Knollstraße 16

An der Knollstraße 16 liegt das Gebäude der ehemaligen Provinzial-Hebammenlehranstalt, welches 1903/04 im Baustil der Neorenaissance errichtet wurde. Es ersetzte dabei ein an der Knollstraße 7 gelegenes Anstaltsgebäude, das 1902 durch einen Brand zerstört wurde. Die Anstalt diente sowohl der Ausbildung von Hebammen, als auch als Frauenklinik mit 50 Entbindungsbetten und 16 weiteren Betten für gynäkologische Leiden. Im Ersten Weltkrieg ging das Gebäude in den Besitz der angrenzenden Osnabrücker Kupfer- und Drahtwerke (OKD) über, woraufhin für die Hebammenlehranstalt ein neuer Standort gesucht werden musste. 1925 zog der Lehrbetrieb in eine neue Frauenklinik an der Caprivistraße um. Die OKD nutzten das Gebäude seitdem für ihre Verwaltung. In den 1980er Jahren zog die Verwaltung des mittlerweile kabelmetal genannten Konzerns in einen benachbarten Neubau um. Da das alte Gebäude über keine gute Bausubstanz mehr verfügte, plante kabelmetal den Abriss. Dieser wurde jedoch durch den Denkmalschutz verhindert. Nach einem Rechtsstreit entschied sich der Konzern schließlich, das Gebäude denkmalgerecht zu sanieren und umzubauen. Heute sind dort Schulungs-, Ausstellungs- und Büroräume untergebracht.